# Fredi Washington
Fredericka Carolyn "Fredi" Washington (23 de dezembro de 1903 – 28 de junho de 1994) foi uma atriz americana de teatro e cinema, ativista dos direitos civis, performista e escritora. Washington era descendente de afro-americanos. Ela foi uma das primeiras negras americanas a obter reconhecimento pelo trabalho no cinema e no palco nas décadas de 1920 e 1930.
Washington foi ativa na Renascimento do Harlem (décadas de 1920–1930), sendo seu papel mais conhecido Peola na versão cinematográfica de 1934 de Imitation of Life, onde ela interpreta uma jovem de pele clara que decide se passar por branca. Seu último papel no cinema foi em One Mile from Heaven (1937), após o qual ela deixou Hollywood e retornou a Nova Iorque para trabalhar no teatro e no ativismo pelos direitos civis.

## Juventude
Fredi Washington nasceu em 1903 em Savannah, Geórgia, filho de Robert T. Washington, um funcionário dos correios, e Harriet "Hattie" Walker Ward, uma dançarina. Ambos eram de ascendência afro-americana e europeia. Fredi foi a segunda de seus cinco filhos. Sua mãe morreu quando Fredi tinha 11 anos. Como a menina mais velha da família, ela ajudou a criar os irmãos mais novos, Isabel, Rosebud e Robert, com a ajuda da avó. Após a morte de sua mãe, Fredi e sua irmã Isabel foram enviadas para a Escola do Convento de St. Elizabeth para Meninas de Cor em Cornwells Heights, perto de Filadélfia, Pensilvânia. Seu pai acabou se casando novamente, mas sua segunda esposa morreu grávida do primeiro filho do casal. Casou-se pela terceira vez e teve mais quatro filhos, totalizando nove filhos na família.
Enquanto ainda estava na escola na Filadélfia, a família de Washington mudou-se para o norte, para o Harlem, Nova Iorque. Washington se formou na Julia Richman High School, na cidade de Nova Iorque.

## Carreira

### Início da carreira no entretenimento
A carreira de entretenimento de Washington começou em 1921 como corista no musical da Broadway Shuffle Along. Ela foi contratada pela dançarina Josephine Baker como membro do "Happy Honeysuckles", um grupo de cabaré. Baker tornou-se sua amiga e mentora. A colaboração de Washington com Baker a levou a ser descoberta pelo produtor Lee Shubert. Em 1926, ela foi recomendada para um papel co-protagonista nos palcos da Broadway com Paul Robeson na peça Black Boy. Ela rapidamente se tornou uma dançarina popular e fez turnês internacionais com seu parceiro de dança, Al Moiret.
Washington começou a atuar no final da década de 1920. Seu primeiro papel no cinema foi em Black and Tan (1929), no qual interpretou uma dançarina do Cotton Club que estava morrendo. Ela atuou em um pequeno papel em The Emperor Jones (1933), estrelado por Robeson. Washington interpretou o interesse amoroso de Cab Calloway no curta musical Cab Calloway's Hi-De-Ho (1934).

### Imitation of Life

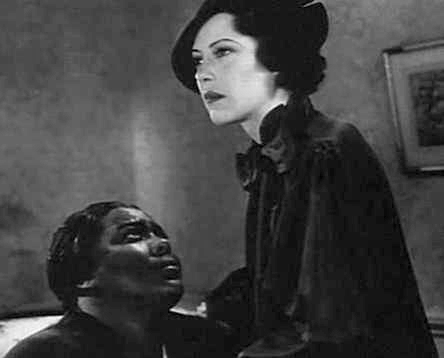
Louise Beavers e Fredi Washington em Imitation of Life (1934)

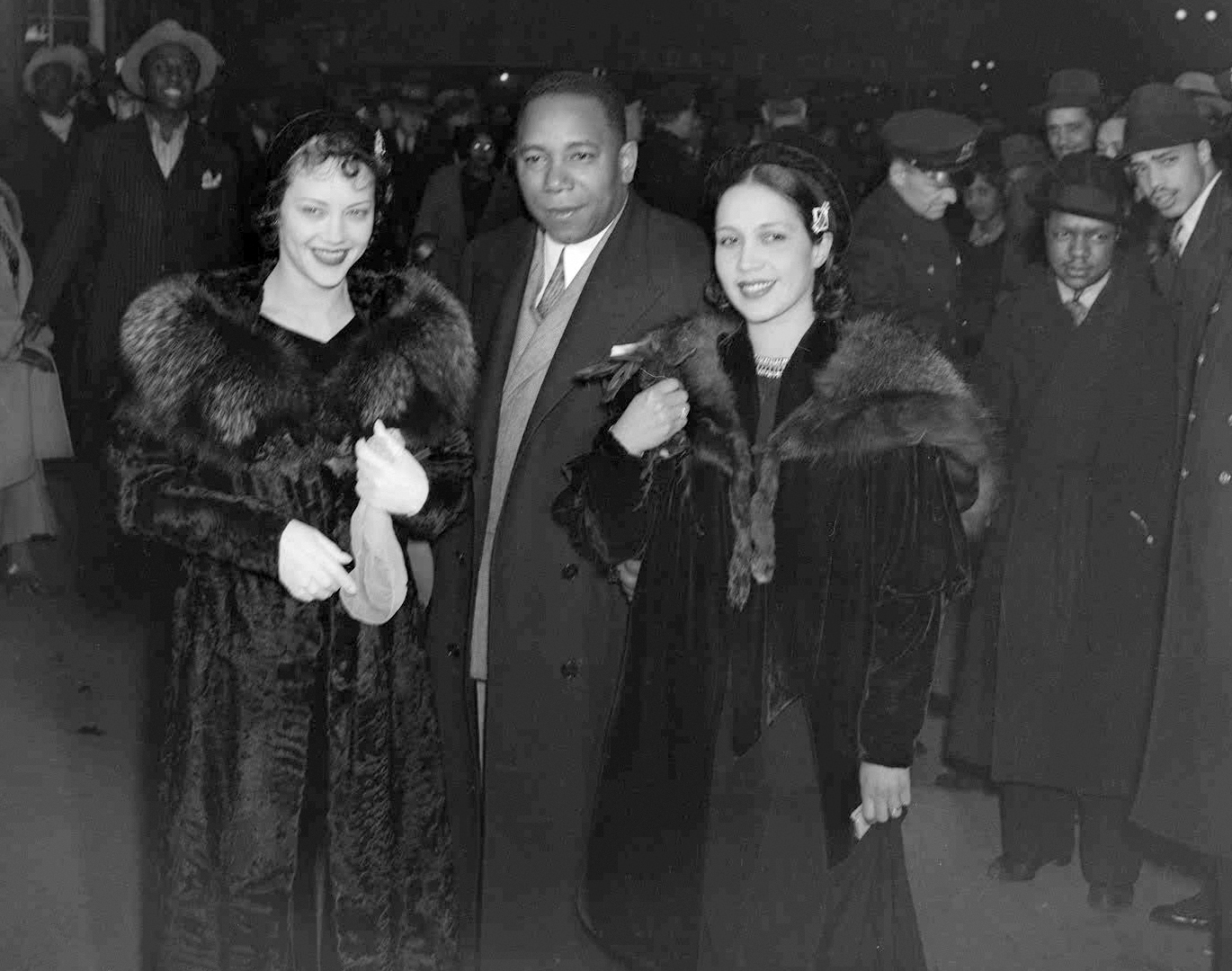
Washington (à esquerda) na abertura da produção do Federal Theatre Project de Macbeth no Lafayette Theatre no Harlem (14 de abril de 1936)

Seu papel mais conhecido foi no filme Imitation of Life, de 1934. Washington interpretou uma jovem negra de pele clara que escolheu se passar por branca para buscar mais oportunidades em uma sociedade restrita pela segregação racial legal em alguns estados e pela discriminação social em outros. Como Washington tinha ascendência europeia visível, o papel foi considerado perfeito para ela, mas a levou a ser estigmatizada pelos cineastas. Os espectadores às vezes presumiam, pela aparência de Washington - olhos azul-acinzentados, pele clara e cabelo castanho claro - que ela poderia ter se passado por branca na vida real. Em 1934, ela disse que o papel não refletia sua vida fora das telas, mas "Se eu fiz Peola parecer real o suficiente para merecer tais declarações, considero tais declarações um elogio e me fazem sentir que fiz meu trabalho muito bem." Ela disse aos repórteres em 1949 que se identificava como negra "... porque sou honesta, em primeiro lugar, e em segundo lugar, você não precisa ser branca para ser bom. Passei a maior parte do meu vida tentando provar para quem pensa o contrário... Sou negra e tenho orgulho disso." Imitation of Life foi indicado ao Oscar de Melhor Filme, mas não ganhou. Anos mais tarde, em 2007, a revista Time classificou-o como um dos "25 filmes mais importantes sobre raça".

## Ativismo
As experiências de Washington na indústria cinematográfica e no teatro a levaram a se tornar uma ativista dos direitos civis. Em um esforço para ajudar outros atores e atrizes negros a encontrar mais oportunidades, em 1937 Washington co-fundou o Negro Actors Guild of America (NAG), com Noble Sissle , W. C. Handy, Paul Robeson, e Ethel Waters. A missão da organização incluía falar abertamente contra os estereótipos e defender uma gama mais ampla de funções. Washington serviu como a primeira secretária executiva da organização.

## Trabalho posterior
Washington contracenou com Bill Robinson em One Mile from Heaven (1937), da Fox, no qual interpretou uma mulher birracial que afirma ser mãe de uma bebê "branca". Claire Trevor interpreta uma repórter que descobre a história e ajuda tanto Washington quanto a mãe biológica branca que havia desistido do bebê, interpretada por Sally Blane. De acordo com o Museu de Arte Moderna em 2013: "O último dos seis veículos 'mal-humorados' de Claire Trevor que [Allan] Dwan fez para a Fox na década de 1930 testa os limites da liberdade de expressão racial em Hollywood, embora às vezes forçando a credulidade."
Washington apareceu na produção da Broadway de 1939 de Mamba's Daughters, junto com Ethel Waters e Georgette Harvey. Mais tarde, ela se tornou consultora de elenco para as produções teatrais de Carmen Jones (1943) e Porgy and Bess, de George Gershwin.

### Deixando Hollywood para ir ao rádio
Apesar de receber elogios da crítica, ela não conseguiu encontrar muito trabalho na Hollywood das décadas de 1930 e 1940; Esperava-se que as atrizes negras tivessem pele escura e geralmente eram rotuladas como empregadas domésticas. Os diretores estavam preocupados em escalar uma atriz negra de pele clara para um papel romântico com um protagonista branco; o código de produção cinematográfica proibia sugestões de miscigenação. Os diretores de Hollywood não lhe ofereceram nenhum papel romântico. Como explicou um crítico moderno, Fredi Washington era "...muito bonita e não morena o suficiente para interpretar empregadas domésticas, mas sim muito clara para atuar em filmes totalmente negros..."
Washington teve um papel dramático em um tributo de rádio às mulheres negras em 1943, Heroines in Bronze, produzido pela National Urban League, mas havia poucos programas de rádio dramáticos regulares naquela época com protagonistas negros. Ela escreveu um artigo de opinião para a imprensa negra no qual discutia o quão limitadas eram as oportunidades de radiodifusão para atores, atrizes e vocalistas negros, escrevendo que "...a rádio parece manter suas portas fechadas [contra] artistas de cor."

Em 1945 ela disse:
"Veja, sou uma garota muito orgulhosa e não consigo, de jeito nenhum, encontrar nenhuma razão válida para alguém mentir sobre sua origem, ou qualquer outra coisa nesse sentido. Francamente, não atribuo à teoria estúpida da supremacia branca e tentar esconder o fato de que sou negra por razões econômicas ou quaisquer outras. Se o fizer, estaria concordando que ser negra me torna inferior e que engoli toda a propaganda espalhada pelos nossos cidadãos brancos de mentalidade fascista."

### Escritora
Washington foi escritora de teatro e editora de entretenimento do The People's Voice (1942–1948), um jornal para afro-americanos fundado por Adam Clayton Powell Jr., um ministro batista e político da cidade de Nova Iorque que era casado com sua irmã Isabel Washington Powell. Ela falou abertamente sobre o racismo enfrentado pelos afro-americanos e trabalhou em estreita colaboração com Walter White, então presidente da NAACP, para abordar questões urgentes enfrentadas pelos negros na América.

## Vida pessoal
Em 1933, Washington casou-se com Lawrence Brown, o trombonista da orquestra de jazz de Duke Ellington. Esse casamento terminou em divórcio. Em 1952, Washington casou-se com um dentista de Stamford, Hugh Anthony Bell, e mudou-se para Greenwich, Connecticut.
Ela era uma católica devota.

## Morte
Fredi Washington Bell morreu em 28 de junho de 1994 aos 90 anos. Ela morreu de pneumonia após uma série de derrames no St. Joseph Medical Center em Stamford, Connecticut.

## Legado e honras
- Em 1975, Washington foi incluída no Hall da Fama dos Cineastas Negros.[4]
- Em 1979, Washington recebeu o Prêmio CIRCA pelo conjunto de sua obra nas artes cênicas.[6]
- Em 1981, Washington recebeu um prêmio da Audience Development Company (AUDELCO), um grupo sem fins lucrativos com sede em Nova York dedicado à preservação e promoção do teatro afro-americano.[13]

## Filmografia
- Square Joe (1922), sua estreia no cinema
- Black and Tan (1929)
- The Emperor Jones (1933)
- Imitation of Life (1934)
- Ouanga (1936)
- One Mile from Heaven (1937)